# جوني جولي
جوني جولي (بالإنجليزية: Johnny Jolly)‏ هو لاعب كرة قدم أمريكية أمريكي، ولد في 21 فبراير 1983 في هيوستن في الولايات المتحدة.

## وصلات خارجية
- جوني جولي على موقع مرجع كرة القدم المحترفة.كوم (الإنجليزية)